# The European Law Students' Association
The European Law Students' Association (també nomenada ELSA) és una associació internacional, independent, apolítica, sense ànim de lucre dirigida per i per a estudiants de dret. Formada per estudiants de dret i joves llicenciats interessats en el món del dret i amb un demostrat compromís cap a les qüestions internacionals.
ELSA és, ara com ara, l'associació d'estudiants de dret independent més gran del món i està representada en més de 200 universitats en 36 països de tot Europa, amb un nombre de membres que excedeix els 30.000 estudiants de dret i joves llicenciats.

## Història
ELSA va ésser fundada per estudiants de dret d'Àustria, Hongria, Polònia i República Democràtica Alemanya el 4 de maig de 1981.
ELSA, ha obtingut un estatus especial amb diverses institucions internacionals.
ELSA ha obtingut l'estatus consultiu en organismes de Nacions Unides; en 1997 ELSA va obtenir l'Estatut Especial Consultiu amb UNECOSOC (Consell Econòmic i Social de Nacions Unides) i l'Estatus Consultiu amb UNCITRAL (Comissió de les Nacions Unides per al dret mercantil internacional), en 1994 van concedir a ELSA l'Estatus Consultiu en la Categoria C de la UNESCO (Organització de les Nacions Unides per a l'Educació, la Ciència i la Cultura). A més a més, en 2000 van concedir a ELSA l'Estatus Consultiu (actualment nomenat Estatus Participatiu) en el Consell d'Europa. A més a més, ELSA té un acord de cooperació amb UNHCR (Alt Comissionat de Nacions Unides per als Refugiats). En octubre de 2005 ELSA ha obtingut l'Estatut d'Observador en WIPO (Organització Mundial de la Propietat intel·lectual).

## Objectius
La darrera idea d'ELSA és permetre a tots els estudiants tindre l'accés a la mateixa informació, conferències, seminaris, esdeveniments socials, recursos internacionals i cultures legals diferents. El Regne Unit té una tradició molt arrelada de societats d'estudiants de dret ubicades en universitats i facultats de dret. ELSA no desitja substituir aquestes societats, ja que ELSA és una associació i els socis no són restringits com a estudiants d'una institució en particular. ELSA s'esforça en una relació cooperativa i de col·laboració amb les societats de dret i per aquesta raó, ha decidit adoptar el model implementat per ALSA.

## ELSA network
ELSA és una xarxa única i creixent de 30.000 joves de més de 200 universitats en 36 països al llarg de tot Europa. ELSA actualment té membres i observadors en: Àustria, Bèlgica, Bulgària, Croàcia, República Txeca, Dinamarca, Estònia, Finlàndia, França, Geòrgia, Alemanya, Grècia, Hongria, Islàndia, Irlanda, Itàlia, Kazakhstan, Letònia, Lituània, Macedònia del Nord, Malta, Montenegro, Països Baixos, Noruega, Polònia, Portugal, Romania, Federació Russa, Sèrbia, Eslovàquia, Eslovènia, Espanya, Suècia, Suïssa, Turquia i Ucraïna.
A més a més, ELSA coopera amb altres organitzacions d'estudiants en tot el món, per exemple ILSA en Nord Amèrica, ALSA en Japó, ALSA en Austràlia, ALSA en Sud Africa i AEJCI en Costa de Marfil.

## Activitats
Les activitats d'ELSA se situen en tres àrees claus:
S&C - Seminaris i Conferències
- Presentacions
- Pannell de discussions
- Seminaris i conferències (locals i internacionals)
- Escoles de dret
- Visites d'estudi
- Visites a Institucions

AA - Activitats Acadèmiques
- "Esdeveniments d'Advocats trebajant"(L@W)
- Programa sobre els estudis de dret
- Grup de recerca legal
- Competicions d'assaig
- Moot courts o Judicis ficticis
- ELSA Moot Court Competition on WTO Law

STEP - Student Trainee Exchange Programme
- Programa de pràctiques internacionals per a estudiants de dret

## Patronat
The Right Honourable Lord Slynn of Hadley. Law Lord at the House of Lords of the United Kingdom, London. Antic jutge i Advocat General del Tribunal de Justícia Europeu.
Professor M. Cherif Bassiouni. Professor en Dret, DePaul University, President de l'Associació International de Dret Penal i President de l'Institut Internacional d'Estudis Superiors en Ciències Criminals.

## Publicacions
ELSA publica:
- La Guia ELSA per Estudis Legals en Europa Arxivat 2008-12-23 a Wayback Machine. (ELSA GLSE) (anglès)
- Els Selectes Papers d'ELSA en llei Europea Arxivat 2008-12-23 a Wayback Machine. (ELSA SPEL) (anglès)

## ELSA en Espanya
Naix el 27 de gener de 1988 en la facultat de dret de València per un estudiant d'Erasmus a Alemanya i els seus companys de facultat en València. Té en l'actualitat (desembre 2008) 450 membres, i és un dels grups nacionals més actius de la xarxa d'ELSA.

### Grups Locals
ELSA es troba representada en algunes facultats de dret d'Espanya, a saber: la Corunya, Alcalà, Barcelona, Còrdova Granada, València i Valladolid. Altres Grups no operatius en l'actualitat són: Alacant, Barcelona-ESADE, Bilbao-Deusto, Castelló, Girona, Jerez, Madrid-Carlos III, Madrid-Complutense, Màlaga, Oviedo, Salamanca, Sevilla, Tarragona i Saragossa.

### ELSA Espanya
Des de 1988 a 2006 la seu nacional d'ELSA Espanya es va situar en València. Des de 2006 es troba juntament amb la seu d'ELSA la Corunya, en el Campus d'Elviña, Facultade do Dereito.
Dues voltes a l'any ELSA Espanya organitza una Assemblea General en la qual els grups membres d'ELSA Espanya escollen la junta directiva nacional.

### Alumni
Com ELSA és una organització formada per estudiants, aquests en finalitzar els estudis abandonen ELSA. Para reforçar el vincle dels antics membres amb l'associació fou creada una associació de caràcter internacional denominada "ELSA Lawyers Society" (ELS) i per a l'àrea espanyola en març de 2005 el subgrup "ELS in Spain".